# Nottz
Dominick Lamb (Norfolk, Virginia, SAD), bolje poznat po svom umjetničkom imenu Nottz (poznat i kao Nottz Raw) je američki glazbeni producent, tekstopisac i reper. Glazbenu karijeru je započeo 1997. godine, a prvi put je zapažen kao producent za diskografsku kuću Rawkus Records. Surađivao je raznim izvođačima kao što su Busta Rhymes, Snoop Dogg, Kanye West, Game, Pusha T, Scarface, J Dilla i Asher Roth. U listopadu 2010. godine je objavio svoj prvi samostalni album You Need This Music.

## Diskografija
- You Need This Music (2010.)

## Vanjske poveznice
- Exile na Twitteru
- Exile na MySpaceu